# Bandırma Basketbol İhtisas Kulübü
Il Bandırma Basketbol İhtisas Kulübü è stata una società cestistica avente sede a Bandırma, in Turchia. Fondata nel 1994, gioca nel campionato turco.
Disputa le partite interne nella Kara Ali Acar Sport Hall, che ha una capacità di 3.000 spettatori.
La squadra, precedentemente nominata Banvit Basketbol Kulübü, da luglio 2019 è nota anche con il nome di Teksüt Bandırma BK per via di un accordo di sponsorizzazione con l'azienda alimentare Teksüt.

## Palmarès
- Coppa di Turchia: 1

2017

## Roster 2020-2021
Aggiornato al 18 giugno 2020.
|    | Naz.                   | Ruolo | Sportivo          | Anno | Alt. | Peso | Note |
| -- | ---------------------- | ----- | ----------------- | ---- | ---- | ---- | ---- |
| 4  | Stati Uniti (bandiera) | GA    | Omar Prewitt      | 1994 | 201  | 88   |      |
| 7  | Turchia (bandiera)     | C     | Furkan Haltalı    | 2002 | 208  |      |      |
| 10 | Turchia (bandiera)     | G     | Ridvan Öncel      | 1997 | 192  | 87   |      |
| 12 | Turchia (bandiera)     | AG    | Sadık Emir Kabaca | 2000 | 207  | 97   |      |
| 13 | Turchia (bandiera)     | PG    | Erkan Yılmaz      | 1997 | 192  | 87   |      |
| 17 | Turchia (bandiera)     | G     | Atakan Erdek      | 2001 | 192  |      |      |
| 22 | Turchia (bandiera)     | G     | Şehmus Hazer      | 1999 | 191  | 86   |      |
| 28 | Turchia (bandiera)     | C     | Alperen Şengün    | 2002 | 206  |      |      |

### Staff tecnico
| Allenatore: | Hakan Demir                             |
| Assistenti: | Ömer Emre Kahyaoğlu, Miroslav Radošević |

## Cestisti
- Greg Grays 2002-2003